# Sistema de datación por epónimos

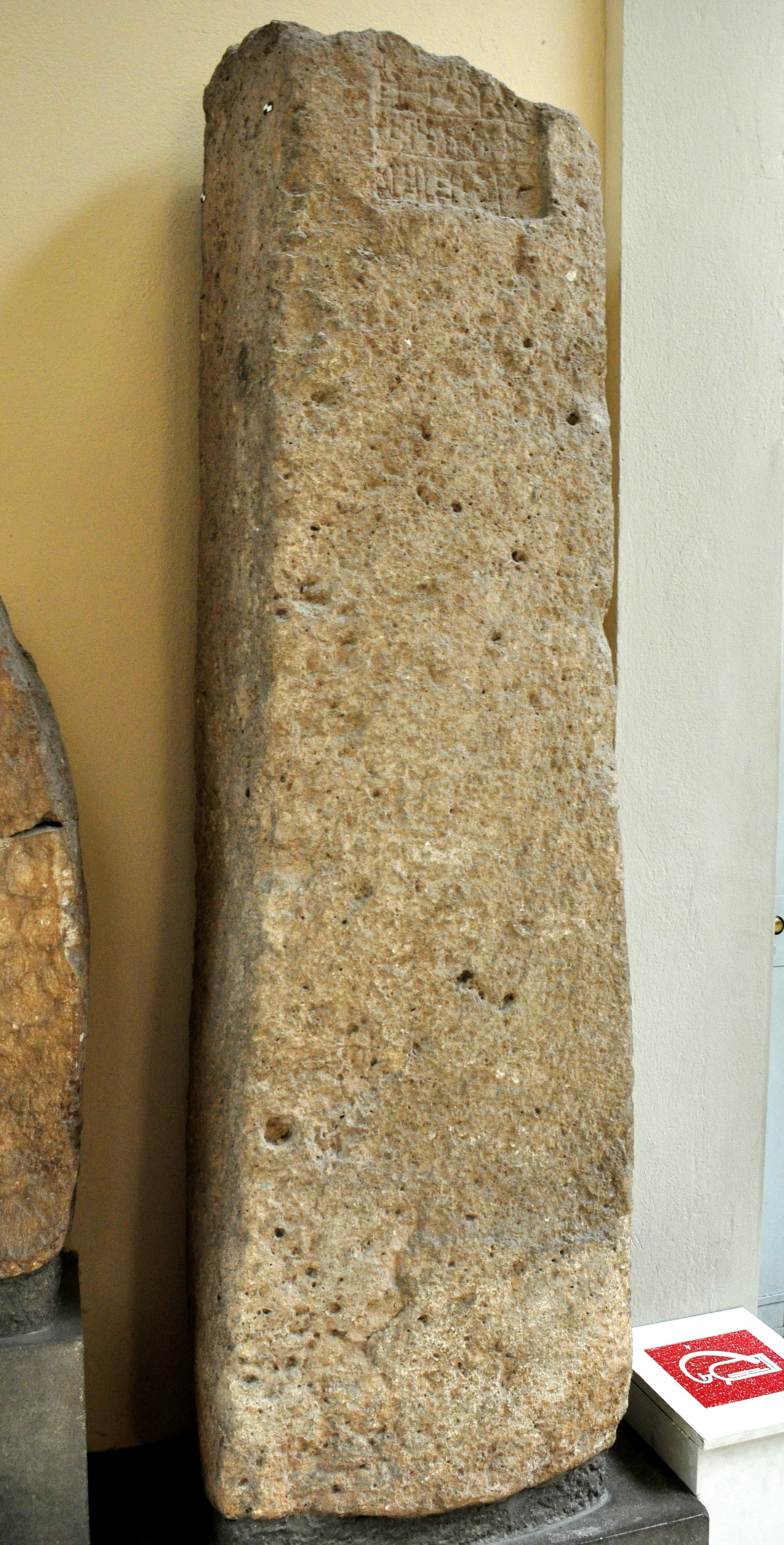
Estela de piedra caliza de un limmu asirio del que no se ha conservado su nombre procedente de la ciudad de Assur. Museo de Pérgamo. Berlín

El sistema de datación por epónimos era un sistema de datación establecido en Asiria que duró más de mil años. Cada año se asociaba con el nombre de un individuo, un epónimo, que desempeñaba el cargo de Limmu. El significado de limmu en acadio es un vocablo semejante a rotación y su traducción en griego es "epónimo" que se define como un cargo que es rotativo. Posiblemente este sistema de datación se originó en la ciudad de Assur y se mantuvo como sistema de datación oficial en Asiria hasta el final del Imperio Neoasirio a finales del siglo VII a. C.
En un principio, los individuos que se convertían en epónimos eran elegidos por insaculación entre las familias de notables de Assur, hasta que en el primer milenio el limmu estaba constituido por una rotación fija de oficiales y altos cargos encabezados por el rey. Los testimonios más antiguos que se conocen de epónimos de un año se localizaron en las tablillas de la colonia asiria halladas en la ciudad anatolia de Kanesh y de este centro se extendió a otras colonias asirias repartidas por Anatolia. Su expansión y consolidación definitiva se debió a la unificación del norte de Mesopotamia por parte de Shamshiadad I.
La asiriología se concentra en los textos que en un siglo y medio de exploración han puesto al descubierto. Cabe recordar que esos textos son, en general, sólo una pequeña proporción de lo que se escribió en su día. Los documentos que se estudian son supervivientes "accidentales", por tanto las listas de epónimos van incrementándose o modificándose en función de los nuevos hallazgos arqueológicos.

## Epónimos del Imperio Antiguo Asirio
Los epónimos de Aššur a principios del II milenio son conocidos no sólo por diversos textos que utilizan su nombre como datación, también a través de las denominadas  Crónicas "asirias" de Mari, conocidas por varios fragmentos descubiertos en el palacio de esta ciudad que contienen junto al nombre del epónimo, un acontecimiento importante del año. Gracias a este texto, que comienza antes del reinado de Shamshiadad I, es posible establecer una cronología relativa de los acontecimientos que marcaron el reinado de este soberano.
Varias listas de limmu asirias se han combinado en una llamada "Lista de epónimos revisada" que abarca un período de 255 años a principios del II milenio a. C. correspondiente a los años 1972-1718 a. C. En las excavaciones de la ciudad de Kanesh se han ido descubriendo diversas listas que han configurado la denominada "Lista de epónimos de Kültepe" que ha permitido registrar un total de 143 epónimos en un periodo comprendido entre la subida al trono de Erishum I así como los nombres y períodos de reinado de los cinco gobernantes asirios que ocuparon el trono durante este período: Erishum I, Ikunum, Sargón I, Puzur-Ashur II y Naram-Sin.

## Epónimos del Imperio Medio Asirio
Los epónimos del Imperio Asirio Medio son menos conocidos, aunque una lista muy incompleta comienza alrededor del año 1200. Sin embargo, a partir del siglo XIV a. C. aparecen fórmulas de datación en textos jurídicos, administrativos o económicos, en los que a veces el nombre del limmu va seguido de su título. En este periodo se observa que los epónimos eran también titulares de los más altos cargos del Estado: el propio rey, el comandante en jefe del ejército (turtânu), el gran copero, el tesorero o los gobernadores.

## Epónimos del Imperio neoasirio
Para el Imperio neoasirio, existen tanto crónicas epónimas (entre 858 a. C. y 699 a. C.) como listas de epónimos, que registran los limmu y sus títulos en orden cronológico, entre 910 a. C. y 649 a. C.. Después de esta fecha, los limmu sólo se conocen por fórmulas de datación y se denominan epónimos "postcanónicos".
Hasta el reinado de Tiglatpileser III (745-727 a. C.), el limmu seguía una secuencia con ligeras variaciones. El rey asumía la eponimia al principio de su reinado, luego el turtânu, el gran copero, el heraldo de palacio, el tesorero y, finalmente, los gobernadores, empezando por el de Aššur. En el caso de un reinado muy largo, como el de Salmanasar III (858-824 a. C.), el rey podía repetir limmu por segunda vez, inaugurando un nuevo ciclo.
A partir de Salmanasar V (726-722 a. C.), ya no es posible identificar este tipo de secuencia básica. Este rey esperó varios años para convertirse en epónimo, al igual que su sucesor Sargón II. Senaquerib fue limmu sólo en la segunda mitad de su reinado (687 a. C.), Asarhaddón, Asurbanipal, Assur-etil-ilani y Sin-shar-ishkun nunca lo fueron. Por otra parte, los dignatarios que tradicionalmente seguían al gobernante rara vez eran limmu, mientras que los titulares de otros cargos pasaron a ser epónimos: por ejemplo, los "visires" (sukkallu), el eunuco principal, el cantor principal o incluso un simple oficial (rab kiṣri) bajo el reinado de Asurbanipal. Bajo Assur-etil-ilani] y Sin-shar-ishkun, encontramos también al "escriba de palacio", que probablemente era el jefe de la cancillería en arameo.
Estos profundos cambios demuestran que la designación de epónimos dependía cada vez más de la sola elección del gobernante. La negativa de los últimos sargónidas a asumir la eponimia quizás signifique que estos reyes querían marcar más claramente la diferencia de naturaleza que los separaba de los altos dignatarios. Así desapareció uno de los últimos signos de la antigua concepción que hacía del rey de Asiria una especie de primus inter pares.
Por último, cabe señalar que, en el mundo griego, las listas más antiguas de magistrados epónimos datan del siglo VII a. C., lo que corresponde al apogeo del Imperio Asirio. Es posible que los jonios que frecuentaban las costas de Siria o Cilicia hayan desempeñado un papel en la introducción de esta particular forma de nombrar los años.
Para la datación correcta de estas listas de epónimos se han cotejado con el Canon de Ptolomeo. Así según una lista limmu, en el décimo año de reinado del rey asirio Ashurdan III, se produjo un eclipse solar. Utilizando el Canon de Ptolomeo, el décimo año puede fecharse en el 763 a. C., y la datación astronómica moderna ha respaldado el eclipse asirio en el 15 de junio del 763 a. C. A partir de este establecimiento de hechos se pueden datar otros acontecimientos, como la toma de la ciudad egipcia de Tebas por los asirios en el 664 a. C.
En el imperio neoasirio se han localizado listados de epónimos junto una breve anotación sobre lo que consideraban más destacado de ese año (casi siempre campañas militares). A continuación se expone un extracto de una crónica epónima:
| Año       | Limmu                                      | Evento |
| --------- | ------------------------------------------ | --- |
| 719 a. C. | Sargon, rey [de Assyria]                   | se [-int]rodujo |
| 718 a. C. | Zer-ibni, gobernador de Ra[sappa]          | [a Ta]bal |
| 717 a. C. | Tab-shar-Assur, chambelán                  | [Dur-Sharru]kin fue fundada |
| 716 a. C. | Tab-sil-Eshara, gobernador de la ciudadela | [a] Mannea |
| 715 a. C. | Taklal-ana-beli, gobernador de Nasibina    | [ ] gobernadores designados |
| 714 a. C. | Ishtar-duri, gobernador de Arrapha         | [a Ur]artu, Musasir, Haldi |
| 713 a. C. | Assur-bani, gobernador de Kalhu            | [los] nobles en Ellipi, él entró a la nueva casa a Musasir |
| 712 a. C. | Sharru-emuranni, gobernador de Zamua       | en la tierra |
| 711 a. C. | Ninurta-alik-pani, gobernador de Si'mme    | [a] Marqasa |
| 710 a. C. | Shamash-belu-usur, gobernador de Arzuhina  | a Bit-zeri, el rey se quedó en Kish |
| 709 a. C. | Mannu-ki-Assur-le'i, gobernador de Tille   | Sargon tomó las manos de Bel |
| 708 a. C. | Shamash-upahhir, gobernador de Habruri     | Kummuhi conquistada y se nombró un gobernador |
| 707 a. C. | Sha-Assur-dubbu, gobernador de Tushan      | el rey volvió a Babilonia, el visir y los nobles, se llevaron el botín de Dur-Jakin, Dur-Jarkin fue destruido, el 22 de Teshrit, los dioses de Dur-Sharrukin entraron en los templos |
| 706 a. C. | Mutakkil-Assur, gobernador de Guzana       | el rey se quedó en la tierra, los nobles [ ]. el 6 de Ayar, Dur-Sharrukin se completó                                                                                                |
| 705 a. C. | Nashur-Bel, gobernador de Amidu            | el rey [] contra la Qurdi Kullumean, el rey fue asesinado, el campamento del rey de Asiria [ ]. el 12 de Ab, Senaquerib [se hizo] rey                                                |